# Дрезденська міська електричка
Дрезден S-Bahn, Дрезденська міська електричка  (нім. S-Bahn Dresden)— високошвидкісна міська залізнична мережа, яка надає пасажирські послуги приміськими поїздами в Дрездені та навколо. Введено у дію в 1973, має склад з трьох ліній. Сполучає Дрезден з Майсеном, Радебойлем, Пірна та Ельбськими пісковиковими горами, аеропорт Дрездена, Фрайталем, Тарандтом і Фрайберг.
Мережа завдовжки 127,7 км має 48 станцій (у тому числі 17 в Дрездені).
Потяги зазвичай складаються з локомотива (серії ES64 або DR Class 243) та до п'яти дворівневих вагонів. Деякі станції мають прямий доступ до вузькоколійки Радебойль — Радебург.

## Лінії
| Лінія | Маршрут | Кількість станцій | Довжина | Час у дорозі | Середня швидкість | Інтервал                                                                  | Локомотиви             |
| ----- | --- | ----------------- | ------- | ------------ | ----------------- | ------------------------------------------------------------------------- | ---------------------- |
| S1    | Майсен-Трибішталь — Косвіг — Радебойль-Східний — Дрезден-Нойштадт — Дрезден-Центральний – Гайденау – Пірна – Бад-Шандау – Райнгардтсдорф-Шена | 33                | 77.0 км | 95 хв        | 48 км/год         | 30′ (Майсен-Трибішталь – Бад-Шандау) 60′ (Бад-Шандау – Шена)              | class 143, class 146.0 |
| S2    | Дрезден-Аеропорт – Дрезден-Нойштадт – Дрезден-Головний (– Гайденау – Пірна)                                                                   | 17                | 32.1 км | 46 хв        | 42 км/год         | 30′ (Дрезден-Центральний – Пірна, крім неділі)                            | class 143              |
| S3    | Дрезден-Центральний – Фрайталь-Гайнсберг – Тарандт (– Клінгенберг-Кольмніц – Фрайберг)                                                        | 12                | 40.1 км | 43 хв        | 56 км/год         | 30′ (Дрезден-Центральний – Тарандт) 60′ (Тарандт – Фрайберг лише у будні) | class 143              |